# Thomas Johann Kaspar von Thun und Hohenstein

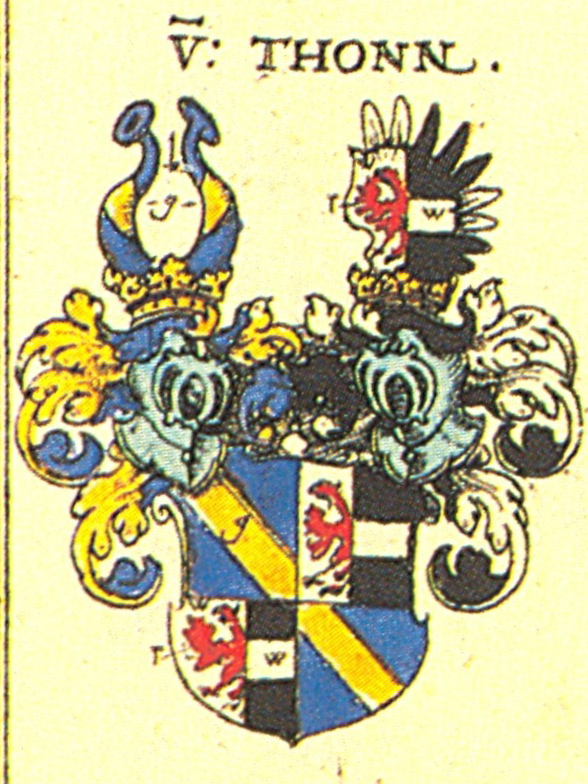
Stemma di famiglia

Thomas Johann Kaspar von Thun und Hohenstein (Trento, 16 maggio 1737 – Passavia, 7 ottobre 1796) è stato un vescovo cattolico tedesco, vescovo di Passavia.

## Biografia
Thomas Johann Kaspar era il figlio di un giudice episcopale. Dopo aver terminato i suoi studi, nel 1756 venne nominato canonico a Passavia. Nel 1766 venne nominato vicepresidente e nel 1771, unitamente agli ordini sacri, ottenne anche il titolo di decano del capitolo della cattedrale.
Il 16 dicembre 1776 venne nominato consigliere privato del vescovo Leopold Ernst von Firmian, venendo da questi nominato vescovo ausiliare di Passavia con il titolo di vescovo titolare di Tiatira. Fin dall'inizio si distinse come uno dei più influenti personaggi della corte episcopale, soprattutto in campo politico.
Dopo la morte di Firmian nel 1783, sembrava il candidato prescelto per la sua successione alla cattedra episcopale, ed invece venne sconfitto da Joseph Franz Anton von Auersperg che venne eletto al suo posto. Egli si pose perciò come leader della parte conservatrice del capitolo contrapponendosi alacremente alle nuove riforme messe in campo dal neoeletto vescovo. Dopo la morte di Auersperg, il 4 novembre 1795, il capitolo della cattedrale lo elesse infine alla carica di vescovo di quella sede.
Come successore dell'Auersperg, egli si preoccupò immediatamente di cancellare molte delle riforme volute dal suo predecessore, occupandosi nel contempo anche dell'ampliamento del palazzo episcopale e di altri lavori di abbellimento in città.
Thomas Johann Kaspar von Thun und Hohenstein morì dopo solo undici mesi di regno nel 1796 a seguito di una caduta da cavallo, all'età di 59 anni. La sua salma venne sepolta nella cattedrale cittadina.

## Genealogia episcopale
La genealogia episcopale è:
- Cardinale Guillaume d'Estouteville, O.S.B.Clun.
- Papa Sisto IV
- Papa Giulio II
- Cardinale Raffaele Sansone Riario
- Papa Leone X
- Papa Paolo III
- Cardinale Francesco Pisani
- Cardinale Alfonso Gesualdo di Conza
- Papa Clemente VIII
- Cardinale Pietro Aldobrandini
- Cardinale Laudivio Zacchia
- Cardinale Antonio Barberini, O.F.M.Cap.
- Cardinale Marcantonio Franciotti
- Papa Innocenzo XII
- Cardinale Leopold Karl von Kollonitsch-Lipót
- Cardinale Johann Philipp von Lamberg
- Arcivescovo Franz Anton von Harrach zu Rorau
- Arcivescovo Leopoldo Antonio Eleuterio Firmian
- Cardinale Leopoldo Ernesto Firmian
- Vescovo Thomas Johann Kaspar von Thun und Hohenstein

## Stemma
| Immagine | Blasonatura                                                               |
| -------- | ------------------------------------------------------------------------- |
| \| \|    | Thomas Johann Kaspar von Thun und Hohenstein Principe-vescovo di Passavia |
|          |                                                                           |